# Club Tucumán de Gimnasia
El Club Tucumán de Gimnasia es una entidad deportiva de la ciudad de San Miguel de Tucumán, Tucumán, fundada el 12 de octubre de 1935. El club tiene como actividad más destacada el vóley, pero también se practican otras disciplinas como natación o futsal, entre otros. Actualmente participa en la Liga de Voleibol Argentina y la Liga Nacional de Vóley Femenino.

## Historia
El club fue fundado el 12 de octubre de 1935, teniendo como actividades principales al vóley y la natación.En sus inicios el club también participó en otros deportes, como el waterpolo y el rugby, siendo parte de la primera edición del torneo anual Tucumano de Rugby en el año 1944.

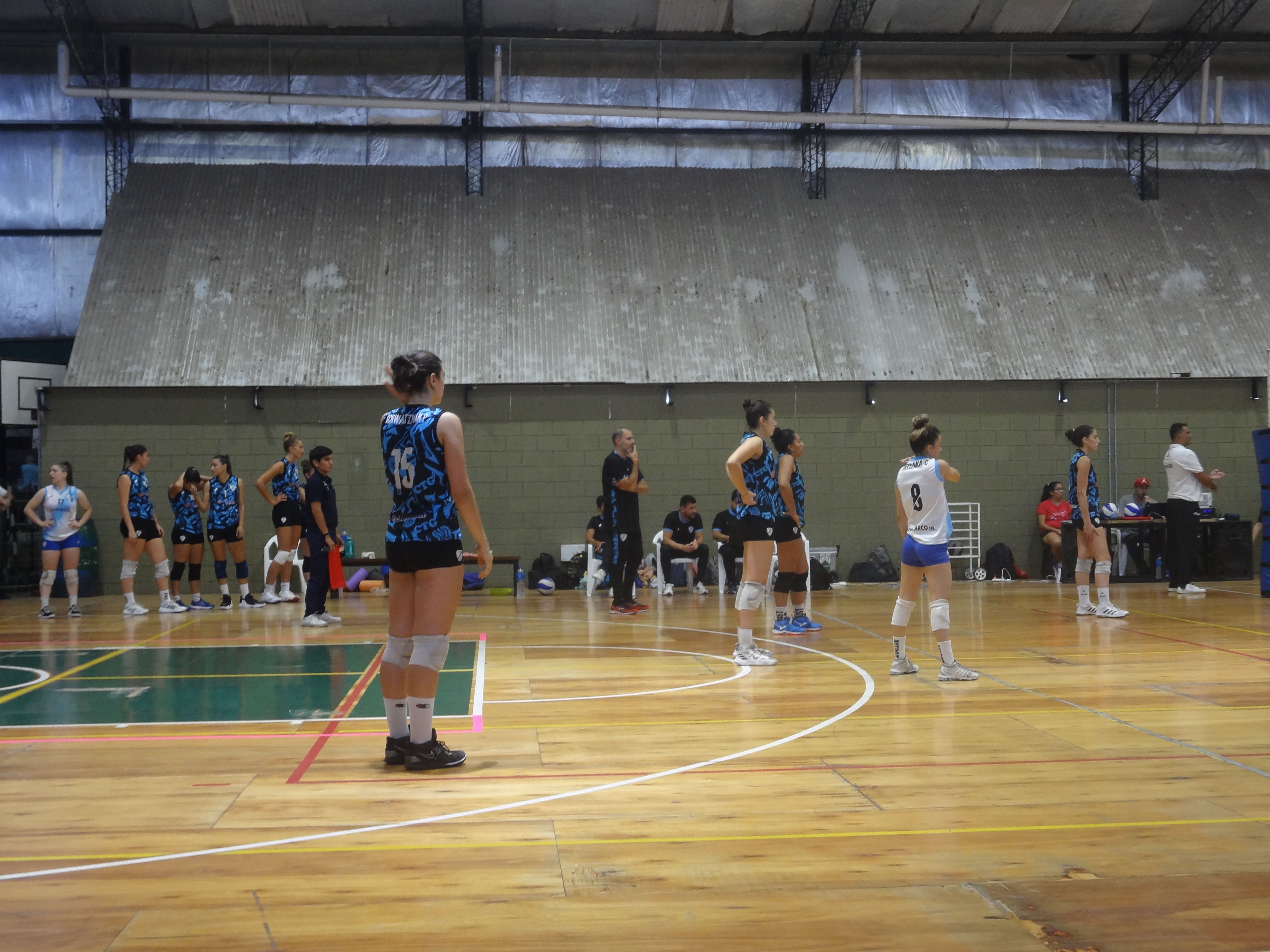
Tucumán de Gimnasia enfrentando al Club San José (ER) por los play-outs de la Liga Argentina de Voleibol Femenino 2023

## Vóley
Por parte de la rama masculina, en la temporada 2022/23 ascendió a la Liga de Voleibol Argentina, dónde se encuentra hoy en día. En la rama femenina, entre 2021 y 2024 se desempeñó en la Liga Femenina de Voleibol Argentino, la máxima división nacional. Ese último año perdió la categoría por lo que en el 2025 disputará la flamante Liga Nacional de Vóley Femenino.

## Palmarés
| Competiciones nacionales         | Títulos | Subcampeonatos |
| -------------------------------- | ------- | -------------- |
| Torneo Argentino de Clubes (0/1) |         | 2023.          |

## Instalaciones
Su recinto deportivo se encuentra en la Calle Córdoba 1180, en San Miguel de Tucumán, dónde disputa sus partidos como local. 